# Zoeg
Zoeg is een Belgisch bier, gebrouwen door Brouwerij De Vlier te Holsbeek in opdracht van Promaco Vision uit Tienen.

## Geschiedenis
Van 1890 tot 1955 werd Zoeg gebrouwen door brouwerij Pieraerts te Tienen. Omdat drie van de vijf vennoten van de brouwerij geneesheer waren, werd het bier al snel “doktersbier” genoemd. Vandaar ook het onderschrift “Het bier van de dokters” op het huidige etiket. Aanvankelijk heette het bier gewoon Bière des Docteurs. Volgens de legende zouden enkele dokters er te veel van gedronken hebben. Collega’s zeiden toen: “Jullie drinken als een zoeg”. Zoeg is dialect voor zeug. Sindsdien zou men het bier zo genoemd hebben.
Pierre Celis (van brouwerij De Kluis) kreeg de brouwgegevens van Zoeg van de laatste Pieraerts. In 1982 brouwde hij eenmalig 25.000 liter van het bier voor de Tiense Suikerfeesten. In 2010 hielp hij Miel Mattheus (van Promaco Vision) bij het opnieuw op de markt brengen van het bier. Mattheus is voorzitter van Mediclowns Hageland. De opbrengst van het bier gaat naar deze organisatie.

## Het huidige bier
Zoeg is een zoete, niet-gefilterde en niet-gepasteuriseerde pils van met een alcoholpercentage van 5%.
Op het etiket staat een varken dat rechtop zit, gebogen over een schuimende pint bier.